# Storia della segnaletica stradale in Italia tra il 1959 e il 1968
In questa voce viene esposta la storia della segnaletica stradale italiana relativamente al periodo compreso tra il 1959 e il 1968.
Il principale cambiamento che avvenne durante tali anni, sia per la segnaletica stradale, sia per la circolazione stradale in generale, fu la promulgazione del Testo unico delle norme sulla circolazione stradale e del relativo regolamento nel 1959; specialmente quest'ultimo andò a sostituire le norme di segnalamento preesistenti, integrando definitivamente le disposizioni della Convenzione di Ginevra nell'ordinamento italiano.
Oltre a ciò, vennero emanate numerose disposizioni minori, con lo scopo di affrontare problematiche non adeguatamente trattate del regolamento, e, soprattutto, venne avviata un'intensa attività di sperimentazione sul campo, che sarà alla base delle importanti circolari sulla segnaletica di indicazione del successivo decennio 1969-1979.

## Il Testo Unico del 1959
Nel 1959 venne promulgato il nuovo codice della strada e venne finalmente data completa applicazione alle disposizioni della convenzione di Ginevra; il design di questi segnali stradali è stato interamente disegnato da Michele Arcangelo Iocca; in particolare vennero stabilite nuove regole per quanto riguarda forma, dimensione e colore dei vari segnali stradali, così come la suddivisione nelle varie classificazioni:
- segnali di pericolo;
- segnali di divieto;
- segnali di obbligo;
- segnali di indicazione

### Segnali di pericolo
I segnali di pericolo hanno la forma di triangolo equilatero con vertice verso l'alto (tranne il segnale di "Dare precedenza" e le croci di Sant'Andrea); hanno il fondo bianco e bordo rosso con simboli neri. I segnali di dimensioni normali hanno il lato lungo 90 cm mentre quelli dimensioni ridotte hanno il lato di 60 cm. I segnali di pericolo devono essere situati alla distanza di 150 m dal punto da segnalare, salvo dei casi di impossibilità: in questo caso la minore distanza dovrà essere indicata su un pannello rettangolare aggiuntivo; fanno eccezione il "Dare precedenza" e le croci di Sant'Andrea che invece sono installate in prossimità delle intersezioni e dei passaggi a livello.

Cunetta o dosso
Curva a destra
Curva a sinistra
Doppia curva, la prima a destra
Doppia curva, la prima a sinistra
Incrocio
Incrocio con una strada senza diritto di precedenza
Passaggio a livello con barriere
Passaggio a livello senza barriere
Croce di Sant'Andrea
Croce di Sant'Andrea con segnalazione luminosa automatica
Croce di Sant'Andrea doppia
Croce di Sant'Andrea doppia con segnalazione luminosa automatica
Pannelli distanziometrici (caso di passaggio a livello senza barriere)
Pannelli distanziometrici (caso di passaggio a livello con barriere)
Discesa pericolosa
Strettoia
Ponte mobile
Lavori
Strada sdrucciolevole
Attraversamento pericoloso
Bambini
Attenzione agli animali
Attenzione agli animali (selvatici)
Pericolo generico
Dare precedenza
Dare precedenza e priorità
Preavviso di dare precedenza
Doppio senso di circolazione
Confluenza a destra
Confluenza a sinistra

### Segnali di divieto
I segnali di divieto hanno la forma di disco. La maggior parte dei segnali ha bordo rosso, fondo bianco e simboli neri ma sfuggono a questa regola i segnali di fine prescrizione (che hanno fondo bianco, barra nera e simboli grigi) e quelli di divieto di sosta, che sono di colore rosso e blu. I segnali di dimensioni normali hanno il diametro di 60 cm mentre quelli dimensioni ridotte hanno il diametro di 40 cm; fa eccezione il segnale di "Divieto di sorpasso fra autotreni" e il corrispondente segnale di fine i cui diametri normali sono di 90 cm. Devono essere situati nel punto in cui ha inizio il divieto, eccezione fatta per quelli indicanti un limite di velocità e il divieto di svolta che devono essere posti qualche metro prima del punto da indicare. Eccetto per alcuni segnali previsti dal codice, la fine della prescrizione va segnalata con lo stesso segnale utilizzato per indicarne l'inizio ma con un pannello aggiuntivo indicante la scritta "FINE" in nero su sfondo bianco.

#### Divieti generali

Divieto di svolta a destra
Divieto di svolta a sinistra
Divieto di transito nei due sensi
Divieto di accesso
Divieto di inversione ad U
Divieto di sorpasso per tutti gli autoveicoli

#### Divieti per particolari categorie

Divieto di sorpasso tra gli autotreni
Transito vietato ai veicoli a trazione animale
Transito vietato ai pedoni
Transito vietato alle biciclette
Transito vietato ai motocicli
Transito vietato ai veicoli a braccia
Transito vietato a tutti gli autoveicoli
Transito vietato agli autobus
Transito vietato agli autocarri

Divieto di transito a tre categorie di veicoli

#### Limitazioni alle dimensioni, al peso ed alla velocità

Transito vietato ai veicoli aventi larghezza superiore a ... m
Transito vietato ai veicoli aventi altezza superiore a ... m
Transito vietato ai veicoli aventi un peso a pieno carico superiore a ... t
Transito vietato ai veicoli aventi peso per asse superiore a ... t
Limitazione di velocità
Divieto di segnalazioni acustiche

#### Segnali di fine prescrizione

Fine del divieto di sorpasso per tutti gli autoveicoli
Fine del divieto di sorpasso tra gli autotreni
Fine della limitazione di velocità

#### Segnali di sosta

Sosta regolamentata
Divieto di sosta
Sosta vietata a giorni alterni
Sosta vietata a giorni alterni

### Segnali di obbligo
I segnali di obbligo hanno la forma di disco. La maggior parte dei segnali ha fondo blu e simboli od iscrizioni bianche anche se vi sono alcuni segnali che sfuggono a tale regola ed utilizzano i colori bianco, nero e rosso. I segnali di dimensioni normali hanno il diametro di 60 cm mentre quelli dimensioni ridotte hanno il diametro di 40 cm; fa eccezione il segnale di "Arresto all'incrocio", il cui diametro normale è di 90 cm. Devono essere situati nel punto in cui ha inizio il divieto, eccezion fatta per quelli indicanti le direzioni consentite che possono essere posti qualche metro prima del punto da indicare.

Arresto all'incrocio
Alt-dogana
Alt-polizia
Obbligo di arresto all'incrocio su strade di montagna con autobus di linea
Direzione obbligatoria (destra)
Direzione obbligatoria (sinistra)
Direzione obbligatoria (passaggio a destra)
Direzione obbligatoria (passaggio a sinistra)
Direzione obbligatoria (dritto)
Rotatoria
Direzioni consentite (destra e sinistra)
Direzioni consentite (dritto e sinistra)
Direzioni consentite (dritto e destra)
Pista ciclabile
Viale pedonale
Riservato ai quadrupedi
Motopista
Riservato alle autovetture
Limite minimo di velocità
Dare precedenza nei sensi unici alternati

### Segnali di indicazione
I segnali di indicazione si suddividono in:
1. segnali di indicazione semplice;
2. segnali di preavviso di bivio;
3. segnali di direzione;
4. segnali di località;
5. segnali di conferma;
6. segnali di identificazione di strade;
7. segnali di inizio, ripetizione e fine del diritto di precedenza;
8. segnali turistici[4]

#### Segnali di indicazione semplice

Parcheggio
Parcheggio a sinistra
Parcheggio a destra
Parcheggio avanti a sinistra
Parcheggio avanti a destra
Parcheggio avanti
Ospedale
Pronto soccorso
Assistenza meccanica
Telefono
Rifornimento
Campeggio
Terreno per rimorchi abitabili
Campeggio e rimorchi
Esempio di indicazione direzionale e distanza
Polizia Stradale
Carabinieri
Diritto di precedenza nei sensi unici alternati
Fine del doppio senso di circolazione
Preavviso deviazione autocarri in transito
Preavviso deviazione autocarri in transito
Senso unico (a destra)
Senso unico (a sinistra)
Esempio di applicazione dei segnali senso unico e direzione obbligatoria
Esempio di applicazione del segnale senso unico
Esempio di applicazione dei segnali senso unico, direzioni consentite, doppio senso di circolazione
Esempio di applicazione dei segnali senso unico, direzioni consentite, accesso vietato
Semaforo a 150 m
Taxi
Semafori sincronizzati
Disporsi su ... file
Corsia riservata ai veicoli lenti
Transito con catene
Solo sorpasso, marcia normale, sosta di emergenza
Foresta facilmente infiammabile

#### Segnali di preavviso di bivio

Segnale di preavviso di bivio
Segnale di preavviso di bivio
Preavviso di bivio
Segnale di preavviso di bivio integrato
Segnale di preavviso di bivio integrato
Segnale di preavviso di bivio integrato
Segnale di preavviso di bivio integrato
Passaggio a livello sulla diramazione
Passaggio a livello sulla diramazione
Segnale di preavviso di bivio
Segnale di preavviso di bivio
Segnale di preavviso di bivio
Segnale di preavviso di bivio
Preavviso di bivio a portale
Preavviso di canalizzazione

#### Segnali di direzione

Segnale di direzione
Segnale di direzione
Segnale di direzione
Segnale di direzione
Segnale di direzione
Segnale di direzione
Segnale di direzione
Segnale di direzione
Segnale di direzione
Segnale di direzione (campeggio)
Segnale di direzione autocarri in transito
Segnale di direzione autocarri in transito
Segnale di direzione e di indicazione di strade

#### Segnali di località
I segnali di località servono ad identificare i nomi delle località attraversate dalle strade e sono posti al limite geografico della località. Gli stessi segnali sono utilizzati anche per identificare i centri abitati: in tal caso il segnale è collocato in corrispondenza dei primi fabbricati della località ed è integrato obbligatoriamente dai segnali "Limitazione di velocità - 50 km/h" e "Divieto di segnalazioni acustiche".
I segnali di località possono essere utilizzati per indicare i nomi di fiumi, torrenti, canali, limiti di provincia, paralleli geografici e i nomi dei passi montani (in questo caso integrati dall'altitudine in metri).

Segnale di località
Segnale di località (con nome di frazione)

#### Segnali di conferma
I segnali di conferma indicano le distanze dalle località successive e possono essere posti dopo le uscite da località importanti o da incroci complessi in modo da eliminare i dubbi degli utenti a riguardo della direzione presa. Il regolamento prevede anche un secondo modello di segnale di conferma (posto tipicamente sulle autostrade) integrato dalla distanza progressiva globale (a sinistra).

Segnale di conferma
Segnale di conferma autostradale

#### Segnali di identificazione strade
I segnali di identificazione strade sono dei rettangoli contenenti con dei codici alfanumerici di identificazione strade; possono essere posti installati come segnali a sé stanti, su cippi chilometrici, su segnali di direzione e su segnali di preavviso di bivio.

Segnale di identificazione di Itinerari Internazionali
Segnale di identificazione di strade statali
Segnale di identificazione di strade provinciali
Segnale di identificazione di strade comunali

#### Segnali di inizio, ripetizione e fine del diritto di precedenza

Strada con diritto di precedenza
Fine della strada con diritto di precedenza

#### Segnali turistici
I segnali turistici servono a segnalare ai turisti come raggiungere luoghi storici, monumenti, musei e similari; possono essere posti in opera solo sulla strada che conduce direttamente al luogo indicato e a distanza non superiore di 10 km da esso (salvo casi di impossibilità). Per le indicazioni è previsto l'utilizzo di una peculiare segnaletica a fondo giallo con simboli, cornici e caratteri di colore nero. L'iscrizione "Segnale turistico" è facoltativa.

Segnale turistico
Altre frecce utilizzabili nella composizione di un segnale turistico

### Altri dispositivi di segnalamento

Pannello segnaletico di curva
Pannello segnaletico di incrocio

### Segnalazioni luminose
Le segnalazioni utilizzate per la regolamentazione del traffico sono divise in sei categorie:
1. semafori veicolari tricolore;
2. frecce semaforiche veicolari aggiuntive;
3. semafori pedonali;
4. semafori tranviari;
5. segnali luminosi temporanei;
6. luci gialle e luci rosse lampeggianti

Per quanto riguarda i semafori tricolore venne stabilito che la luce rossa si trovasse in posizione superiore, quella gialla in posizione intermedia e quella verde in posizione inferiore; il verde acceso da solo indica di procedere, il verde acceso congiuntamente al giallo indica di sgomberare l'incrocio ai veicoli che vi siano già immessi nell'incrocio o di fermarsi ai veicoli che non vi siano già entrati mentre il rosso indica l'arresto. All'usuale sistema tricolore venne affiancata la possibilità di aggiungere luci verdi a forma di freccia (da accendersi solo congiuntamente al rosso) con il significato di possibilità di procedere nella direzione indicata dalla freccia.
Per quanto riguarda i semafori pedonali fu introdotto un semaforo rettangolare con le scritte luminose "AVANTI" (di colore verde) e "ALT" (di colore rosso) abbinate ad un'icona nera di un pedone posto in un rettangolo a luce bianca sempre acceso. La possibilità di attraversare la strada era indicata dall'accensione della scritta "AVANTI", il divieto di attraversarla dall'accensione della scritta "ALT" mentre la fase di sgombero era segnalata dal lampeggio della scritta "AVANTI".
I semafori tranviari erano costituiti da lanterne composte da sbarre a luce bianca aventi le seguenti inclinazioni: orizzontale (arresto del tram), verticale (il tram può procedere dritto), inclinata a destra verso l'alto (il tram può svoltare a destra) e inclinata a sinistra verso l'alto (il tram può svoltare a sinistra).
Per quanto riguarda i segnali luminosi temporanei si trattava si segnali luminosi mostranti cifre o parole a luce verde o gialla atte a fornire informazioni utili per la regolazione del traffico, da tenere accesso solo per il tempo strettamente necessario all'esigenza di circolazione affrontata.
Infine il regolamento prevedeva la possibilità di installare luci lampeggianti: se a colore giallo preavvisano un semaforo extraurbano o una situazione in cui è necessario ridurre la velocità mentre quelle rosse venivano utilizzate in corrispondenza di passaggi a livello, ponti mobili e imbarchi di traghetti.

Semafori tramviari
Lanterna semaforica a forma di freccia da applicare sui semafori veicolari
Segnali luminosi lampeggianti
Semaforo veicolare
Semafori veicolari con frecce verdi
Semafori veicolari con frecce verdi
Semafori veicolari con frecce verdi
Semafori veicolari con frecce verdi
Semaforo pedonale

## Gli aggiornamenti del periodo 1959-1990
Per quanto formalmente le tavole del regolamento del Testo Unico non verranno cambiate fino al 1990, la segnaletica stradale introdotta nel 1959 verrà modificata numerose volte nel corso degli anni. La maggior parte delle modifiche introdotte riguarderanno i segnali di indicazione in quanto, non discendendo da tali segnali alcun obbligo legale per gli utenti della strada, era possibile introdurre innovazioni mediante semplici circolari ministeriali, senza bisogno di modificare formalmente il regolamento del Testo Unico.
Le circolari ministeriali emanate fino all'introduzione del nuovo codice della strada sono innumerevoli e variegate nei contenuti: alcune sono molto brevi e trattano solo questioni marginali mentre altre sono dei documenti estremamente corposi che innovarono profondamente il campo della segnaletica come quelle del 1969 e del 1971 sulla segnaletica autostradale, la circolare del 1979 sulla segnaletica urbana di indicazione e la circolare del 1981 sui nuovi segnali stradali di indicazione, tutti i provvedimenti che introdussero profondi cambiamenti al panorama segnaletico italiano.
Di seguito sono dapprima elencate e poi esposte nel dettaglio le principali circolari e disposizioni a riguardo della segnaletica nei trent'anni successivi all'entrata in vigore del Testo Unico del 1959. Si precisa che l'elenco proposto non è necessariamente completo: la maggior parte delle circolari infatti veniva inviata esclusivamente agli enti preposti alla gestione del traffico (ANAS, corpi dei vigili urbani, uffici provinciali del genio civile, ...) senza essere pubblicate o inserite nel bollettino ufficiale del ministero dei lavori pubblici, fattore che ne rende difficile il reperimento a posteriori.
- Circolare n. 38400 del 1960 "Segnale per strade o corsie, con transito riservato ai soli mezzi pubblici": indica la possibilità di utilizzare il segnale di divieto di transito nei due sensi per segnalare strade o corsie riservate ai mezzi pubblici
- Circolare n. 6400 del 1962 "Uniformazione della segnaletica verticale": fornisce numerose direttive al fine dell'uniformazione della segnaletica verticale. Ad esempio, colmando una lacuna del regolamento, la circolare stabilisce le che le cornici perimetrali bianche dei segnali di indicazione a sfondo blu siano larghe 1-1,5 cm e abbiano un raggio di arrotondamento di 2-4 cm (valori riferiti a segnali aventi la dimensione media di circa 1 m)[6]
- Circolare n. 23264 del 1962 "Segnaletica per l'alternazione del diritto di sorpasso nelle strade a tre corsie a doppio senso di marcia: fornisce direttive per la posa della segnaletica nelle carreggiate a tre corsie in cui la corsia centrale è alternativamente a senso unico[7]
- Circolare n. 13450 del 1964 "Corsie riservate agli autoveicoli in servizio pubblico urbano": introduce la segnaletica orizzontale e verticale per le corsie preferenziali
- Circolare n. 13460 del 1964 "Segnaletica stradale orizzontale: disposizioni per la corretta applicazione delle strisce assiali lungo le strade extraurbane a due corsie e a doppio senso di marcia": fornisce direttive per l'applicazione della segnaletica orizzontale in modo da razionalizzare ed uniformare le diverse pratiche delle varie amministrazioni locali
- Circolare n. 6670 del 1965 "Segnaletica stradale militare": introduce la segnaletica stradale speciale per scopi militari
- Circolare n. 9990 del 1965 "Segnali stradali luminosi": introduce i criteri per la posa di segnali di pericolo, prescrizione ed indicazione dotati di dispositivi a luce propria
- Circolare n. 10211 del 1965 "Segnale di divieto di sosta per passi carrabili": introduce la segnaletica per l'identificazione dei passi carrabili
- Circolare n. 7000 del 1966 "Criteri per la scelta e per la posa dei segnali negativi della precedenza: arresto all'incrocio e dare precedenza": introduce alcune disposizioni a riguardo dell'uso dei segnali negativi della precedenza e, in particolare, un nuovo formato per i preavvisi di questi segnali
- Circolare n. 6490 del 1967 "Circolazione urbana degli autoveicoli del servizio postale": introduce la possibilità di riservare stalli di posta riservati ai veicoli delle poste
- Circolare n. 9540 del 1969 "Segnaletica autostradale": introduce la segnaletica espressamente dedicata alle autostrade; si segnalano in particolare l'introduzione dello sfondo verde per i segnali posti all'interno delle autostrade (colore in precedenza utilizzato solamente per i segnali di avvio all'autostrada posti sulla viabilità ordinaria) e di un nuovo carattere basato sul Transport per la segnaletica dedicata alle autostrade
- Circolare n. 2023 del 1970: introduce la segnaletica di indicazione per le stazioni di polizia stradale e carabinieri[8]
- Circolare n. 2730 del 1971 "Autostrade metropolitane": introduce alcune soluzioni specifiche per le autostrade situate nelle vicinanze delle grandi aree urbane
- Circolare n. 4564 del 1974 "Segnali nomi-strada": introduce tra la segnaletica stradale le targhe viarie collocate alle intersezioni che indicano in nomi delle strade
- Circolare n. 400 del 1979 "Segnaletica urbana di indicazione": introduce numerosi cambiamenti a riguardo della segnaletica collocata nelle strade urbane. In particolare vengono introdotti la segnaletica di direzione rettangolare con freccia disegnata per le destinazioni urbane (mentre per quella a punta di freccia viene riservata alle strade extraurbane), la differenziazione dei colori in base alla tipologia di destinazione (blu = extraurbano, verde = autostrada, bianco = urbano, giallo = turistico, marrone = destinazioni ambientali, grigio scuro = industrie, grigio chiaro = nomi di vie) e i simboli nei segnali di indicazione. Viene inoltre esteso a tutta la segnaletica l'utilizzo del carattere introdotto nel 1969 per le autostrade
- Circolare n. 1270 del 1979 "Circolazione e sosta dei veicoli degli invalidi": introduce il segnale di parcheggio riservato ai disabili
- Circolare n. 310 del 1980 "Facilitazioni per la circolazione e la sosta dei veicoli degli invalidi": fornisce ulteriori spiegazioni a riguardo della sosta per i disabili
- Circolare n. 1515 del 1981 "Nuovi segnali stradali di indicazione": introduce alcuni nuovi segnali di indicazione previsti dalla convenzione di Vienna sulla segnaletica stradale
- Circolare n. 353 del 1983 "Segnaletica interna delle aree di pertinenza autostradale": introduce segnali specifici per la separazioni delle correnti di traffico leggere e pesante nelle aree di servizio autostradali
- Circolare n. 1220 del 1983 "Sistema segnaletico per veicoli e mezzi operativi in lento movimento sulle carreggiate autostradali"
- Circolare n. 2900 del 1984 "Segnaletica relativa a lavori sulle autostrade e strade con analoghe caratteristiche": innova gli schemi segnaletici per i lavori lungo le autostrade, introducendo anche alcuni nuovi segnali
- Circolare n. 1357 del 1985 "Sulla segnaletica afferente i passaggi a livello su linee elettrificate ed i cavalcavia ferroviari"

Di seguito vengono analizzati nel dettaglio i vari provvedimenti ministeriali:

### Circolare n. 435 del 1959
La breve circolare n. 435 del 1959 non introduce nessuna innovazione a riguardo della segnaletica ma richiama le amministrazioni comunali a collocare i segnali di inizio centro abitato, previsto dalle figure 97a e 97b del regolamento, al fine di evitare controversie sull'ambito di applicazione delle norme stradali vigenti nelle strade urbane ed extraurbane.

### Circolare n. 2807 del 1959
La circolare n. 2807 affronta il tema della regolazione della velocità degli autoveicoli. Nella circolare viene osservato come l'imposizione di un limite di velocità abbia sempre un effetto sulla capacità sulla strada che può essere favorevole o sfavorevole a seconda della rispondenza alle effettive esigenze del traffico. Viene sottolineata la necessità di compiere studi sul traffico in condizioni di deflusso normale per stabilire un nuovo limite di velocità e in generale di attenersi a criteri di ragionevolezza, in maniera che i conducenti rispettino tale prescrizioni convinti della logicità degli stessi. Nello specifico le amministrazioni municipali vengono sollecitati a valutare la possibilità di elevamento del limite di 50 km/h urbano lungo circonvallazioni, grandi viali periferici, arterie di penetrazioni e similari.
Infine la circolare sollecita gli enti stradali alla rimozione i segnali contrastanti con il diritto vigente (40 km/h precedentemente previsto nei centri abitati, iscrizioni del tipo "A passo d'uomo", segnali di inizio e fine limitazioni non corrispondenti a quelli previsti dal regolamento).

### Circolare n. 2909 del 1959
La circolare n. 2909 del 1959 affronta la questione dell'attraversamento di piccoli e medi centri abitati da parte di una strada di grande comunicazione per la quale non sia stato ancora possibile costruire un itinerario di circonvallazione. In particolare, per questo tipo di viabilità, il ministero individua quattro tematiche degne di attenzione: velocità, divieto di sorpasso, precedenza agli incroci ed attrezzature.
Per quanto riguarda la tematica della velocità viene osservato che la vigenza del limite di velocità di 50 km/h deve essere esplicitamente segnalata e che tale segnalazione debba essere effettuata installando il segnale di limitazione di velocità, assieme al divieto di segnalazioni acustiche, sullo stesso supporto del segnale di località.
Per quanto riguarda il divieto di sorpasso il ministero osserva come esso sia spesso posto in opera in maniera indiscriminata all'interno dei centri abitati e come tale prescrizione sia spesso abbinata all'uso della linea continua di mezzeria. In particolare viene notato come, in assenza di divieti di sosta e fermata, l'uso della linea continua di mezzeria spesso obblighi l'utenza ad accodarsi a veicoli fermi dato che, se la carreggiata non è particolarmente larga, tale manovra comporterebbe il valicamento della linea continua.
Al fine di ovviare queste situazioni viene suggerito di abbinare utilizzare la linea tratteggiata di mezzeria abbinata al segnale verticale di divieto di sorpasso o anche a non porre in opera alcun divieto di sorpasso, permettendo in tal modo il superamento dei veicoli più lenti (trattori, carri a mano, ...), in maniera da garantire la fluidità del traffico.
Per quanto riguarda i segnali di precedenza viene rimarcata la necessità di porre i segnali di "Dare precedenza" o "Arresto all'incrocio" allo sbocco delle strade secondarie ma anche il segnale di "Priorità" su quella principale, che invece è quasi sempre mancante. La circolare si sofferma anche sulla necessità di non abusare del segnale di arresto all'incrocio che andrebbe riservato solo alle situazioni in cui vi sia la reale necessità di un arresto. In particolare vengono individuati tre casi:
1. mancanza di marciapiede (o marciapiede estremamente ridotto) tale che il veicolo dovrebbe sporgersi lungo la strada principale per avere sufficiente visibilità
2. intersezione situata in prossimità di una curva senza visuale
3. traffico intenso sulla via di sbocco che potrebbe indurre i veicoli ad immettersi sulla strada principale in gruppi di due o più veicoli accodati (con conseguente possibile rallentamento dei veicoli in transito)

Infine, per quanto riguarda la tematiche relativa alle attrezzature, viene evidenziata la necessità di indirizzare il traffico mediante isole direzionali e spartitraffico. Inoltre, per l'attraversamento di piazze, viene raccomandato l'utilizzo della striscia di margine gialla discontinua, con spessore maggiorato a 30 cm e tratteggi ridotti a 50 cm (sia per i tratti pieni che per quelli vuoti).

### Circolare n. 12325 del 1959
La circolare n. 12325 del 1959 lamenta come il livello organizzativo della circolazione nei centri abitati sia insufficiente ed insoddisfacente, rimproverando quei comuni che non avevano ancora attuato provvedimenti di regolazione del traffico a distanza di quasi 6 mesi dall'entrata in vigore del nuovo codice. La circolare espone inoltre alcuni provvedimenti, economicamente poco onerosi, che contribuiscono all'ordine e alla disciplina del traffico:
- Strade urbane a priorità: i comuni devono definire gli itinerari preferenziali all'interno dei centri abitati e segnalarli attraverso gli appositi cartelli (dare precedenza e priorità, strada con diritto di precedenza, fine strada con diritto di precedenza, linee di arresto). È possibile anche l'utilizzo del segnale "Arresto all'incrocio", tuttavia, ne viene consigliato l'utilizzo solo nelle situazioni di particolare pericolosità ed alle intersezioni prive di visibilità, in modo da evitare che il provvedimento possa diventare troppo esteso e, in conseguenza di ciò, non rispettato dagli utenti.
- Rispetto del segnale "Arresto all'incrocio": gli agenti del traffico devono esigere il rispetto assoluto del segnale "Arresto all'incrocio", ricordando che l'adempimento agli obblighi imposti dal segnale non si esaurisce con il solo arresto, ma è obbligatorio anche dare la precedenza ai veicoli che circolano sulla strada che si va ad attraversare.
- Circolazione pedonale: gli agenti del traffico devono disciplinare anche la circolazione dei pedoni, avendo cura che questi attraversino la strada solo sugli appositi attraversamenti (salvo che distino più di 100 metri), che prendano le dovute cautele nell'attraversamento, che non attraversino piazze e larghi, che attendano i mezzi di trasporto pubblico sui marciapiedi o sulle isole salvagente.
- Segnalazioni luminose: le segnalazioni luminose devono essere il prima possibile adeguate alle disposizioni del regolamento, con frecce disposte nel modo esatto indicato dal regolamento. I semafori pedonali devono essere del tipo "ALT/AVANTI" e non devono essere utilizzati dischi luminosi contenenti sagome di pedoni.
- Divieto di sosta: I segnali di "Sosta vietata" devono essere posti solo dove si ritenga necessario il loro utilizzo in relazione alle esigenze della circolazione e della sosta, e non in maniera indiscriminata. La circolare consiglia inoltre, in presenza di larghi marciapiedi e di uno scarso traffico pedonale, di consentire la sosta sui marciapiedi.
- Segnalazione ostruzioni, sbarramenti e cantieri stradali: per i lavori che si svolgono su strade urbane, a prescindere dalla grandezza dello sbarramento, la circolare impone l'utilizzo dei segnali di "Direzione obbligatoria" con freccia inclinata a 45° al fine di guidare correttamente i conducenti nelle traiettorie da seguire.
- Limiti di velocità: la circolare rammenta la possibilità, nonché l'obbligo, per gli enti proprietari di strade, di adeguare i limiti di velocità alle caratteristiche della strada e alle condizioni del traffico, se necessario anche istituendo limiti inferiori o superiori al limite generale di 50 km/h imposto per i centri abitati.
- Canalizzazione delle intersezioni: la circolare espone il problema delle intersezioni urbane che necessitano di un'idonea organizzazione dei flussi di traffico, ottenibile tramite le apposite isole direzionali (sia rialzate sia a raso) e la separazione delle corsie specializzate.

### Circolare n. 34800 del 1960
La circolare n. 38400 del 1960 affronta il problema della segnaletica delle strade e delle corsie riservate alla circolazione dei veicoli del trasporto pubblico. La soluzione proposta si basa sull'utilizzo di un segnale di "Divieto di transito nei due sensi" accompagnato da un pannello complementare riportante un'iscrizione del tipo "Transito riservato".

Segnale per strade o corsie riservate ai mezzi pubblici

### Circolare n. 35000 del 1960
La breve circolare n. 35000 del 1960 ribadisce la necessità di porre in opera la segnaletica non solo lungo le strade pubbliche ma anche su quelle private aperte all'uso pubblico, come stabilito dall'articolo 13 del regolamento (riportato in calce alla circolare).

### Circolare n. 35298 del 1960
La circolare n. 35298 del 1960 si sofferma brevemente sulla possibilità di riservare parcheggi riservati a particolari categorie di utenti. Il ministero chiarisce come tale facoltà sia possibile solo per alcune categorie di pubblico interesse tassativamente indicate nel regolamento (forze armate, polizia, vigili del fuoco, servizi di soccorso e autobus al capolinea) e come non sia possibile estendere tale privilegio ad altre tipologie diverse da quelli indicate. Altri uffici che utilizzano vetture private o dell'amministrazione dovranno utilizzare gli spazi di sosta collettivi, aperti a tutti gli utenti. Tuttavia, se tali uffici dispongono di aree private, è consigliato che queste vengano attrezzate a parcheggio, da riservare ai mezzi dell'ufficio e agli utenti che hanno interesse a recarsi presso l'ufficio per il disbrigo di pratiche.

### Il Capitolato particolare per il segnalamento stradale
Nel 1961 il ministero dei lavori pubblici pubblica il "Capitolato particolare per il segnalamento stradale": si tratta di un documento che fornisce agli enti locali un modello di capitolato d'appalto da utilizzare nei contratti con le imprese per quanto riguarda la fornitura e la manutenzione dei cartelli, della segnaletica orizzontale, della segnaletica complementare e di tutte le altre opere inerenti la disciplina del traffico.
Oltre a fornire un modello tipo di capitolato, il documento fornisce anche informazioni sulla modalità di stesura dei progetti e sulla pianificazione precedente alla posa della segnaletica (planimetria con il piano d'insieme del segnalamento, planimetria delle zone segnaletiche tipo e dei punti singolari, ...). Vengono anche analizzati nel dettaglio alcuni articoli del regolamento concernenti la segnaletica ed in particolare vengono fornite delle indicazioni sul dimensionamento dei segnali e sulle modalità di applicazione del materiale rifrangente nelle zone colorate dei segnali. Infine vengono presentati numerosi schemi tipo di organizzazione e canalizzazione delle intersezioni, facendo riferimenti a degli schemi adottati dall'ANAS in una sua circolare interna del 1960.

### Circolare n. 6114 del 1962
La circolare n. 614 del 1962 tratta il tema della manutenzione stradale. Viene osservato come le attività di segnalamento non debbano ridursi alla sola posa della segnaletica stradale ma anche alla sua manutenzione nel tempo. La circolare invita gli enti stradali a fare operazioni di pulizia e verniciatura periodica dei segnali, oltre a verificare che la crescita di arbusti e alberi non ne infici la visibilità.

### Circolare n. 6400 del 1962
La circolare n. 6400 del 1962 affronta la tematica dell'uniformità della segnaletica stradale, osservando come le tratte stradali debbano essere segnalate in maniera uniforme e coerente con il regolamento, e stigmatizzando il comportamento di alcune amministrazioni comunali tendenti a considerare la circolazione nel loro territorio come un caso speciale, necessitante di segnali e pannelli integrativi particolari.
Al fine di uniformare le pratiche di posa della segnaletica la circolare fornisce alcune informazioni al riguardo: vengono ricapitolati quali siano i criteri ispiratori della posa della segnaletica (posa di segnali strettamente necessari, posa di segnali conformi al regolamento, manutenzione continua degli stessi, divieto di impiego per ribadire prescrizioni confermate da norme generali di circolazione), quale sia la suddivisione dei segnali secondo il regolamento, quale sia le modalità di ricorso contro l'apposizione della segnaletica e quale siano le autorità chiamate a curare la posa dei cartelli.
Oltre a ciò vengono fornite alcune direttive uniformatrici di carattere tecnico a riguardo della grafica dei segnali. In particolare viene riconosciuta l'importanza delle cornici perimetrali bianche dei segnali di indicazione, specialmente nel caso del segnale di "Fine del senso unico di circolazione", che altrimenti di notte potrebbe essere confuso con il con il segnale di "Direzione obbligatoria - dritto". Dato che il regolamento non forniva particolari indicazioni a riguardo del loro dimensionamento, nella circolare sono forniti alcune misure: per i segnali aventi dimensioni dell'ordine di un metro la cornice debba avere degli spessori dell'ordine di 1-1,5 cm mentre per i segnali di altri formati essa non debba superare la larghezza delle aste delle lettere; inoltre le cornici dovrebbero essere arrotondate in corrispondenza degli spigoli, con un raggio compreso tra i 2 e i 4 cm per segnali aventi le dimensioni dell'ordine di 1 m (e con ridimensionamenti proporzionali negli altri casi).

### Circolare n. 23264 del 1962
La circolare n. 23264 del 1962 affronta la tematica della regolamentazione della percorrenza della corsia centrale nelle strade a tre corsie complessive a doppio senso di marcia. Il ministero osserva come in generale, per quanto riguarda la corsia centrale, sia preferibile destinarla al sorpasso esclusivo per i veicoli di un solo senso di marcia alla volta (con opportune alternanze tra i due sensi lungo lo sviluppo dell'itinerario) invece che permettere il sorpasso contemporaneo da parte di ambo i sensi di marcia. Per garantire la fluidità del traffico lungo il senso monocorsia viene suggerito l'uso del segnale di "Divieto di sosta" e la costruzione di apposite piazzuole di sosta, riservata alle situazioni di emergenza e da segnalare con un cartello di indicazione a fondo blu riportante l'iscrizione "Solo sosta di emergenza" in caratteri bianchi.
In caso di carreggiata di larghezza ridotta (meno di 10,5 m), presenza di incroci ravvicinati o lunghezza dell'itinerario non sufficiente a garantire un adeguato numero di alternanze nell'uso della corsia centrale viene suggerito di suddividere la strada in sole due corsie con tracciatura delle linee di margine (e l'eventuale sistemazione della banchina a pista per velocipedi o per carri agricoli). Per quanto riguarda la regolazione del traffico a tre corsie complessive con utilizzo promiscuo della corsia centrale essa rimane possibile solo nelle vicinanze dei centri abitati, dove si prevede la presenza di punte di traffico monodirezionali aventi diversi direzioni di marcia nell'arco della giornata.

### Circolare n. 16963 del 1963
La breve circolare n. 16963 del 1963 affronta brevemente ad alcune questioni di natura legale legate alla mancata apposizione della segnaletica. In particolare il ministero chiarisce come la posa dei segnali faccia parte degli atti obbligatori per legge e come quindi i prefetti possano inviare dei commissari presso gli enti inadempienti al fine di porre rimedio all'inazione delle amministrazioni pubbliche locali per quanto riguarda l'apposizione di cartelli.

### Circolare n. 8700 del 1964
La circolare n. 8700 del 1964 tratta l'importante tematica della determinazione dei limiti di velocità lungo i tronchi stradali. Per quanto alcuni principi generali fossero già stati enunciati nella precedente circolare n. 2807 del 1959, con l'attuale circolare si forniscono per la prima volta delle direttive tecniche per determinare praticamente il valore numerico di tali limiti.
Il procedimento esposto si basa essenzialmente sul metodo dell'85° percentile ossia la scelta come limite di velocità ottimale quel valore al di sotto del quale viaggerebbe naturalmente l'85% del traffico (e che quindi verrebbe ritenuto troppo restrittivo solamente dal restante 15% degli utenti). Per quanto riguarda i limiti di velocità urbani viene data la possibilità di ridurre il limite di velocità rispetto al limite generale di 50 km/h solo dove le condizioni plano-altimetriche lo consiglino o in presenza di situazioni di pericolo, a patto che queste ultime non siano determinate dalla diffusa indisciplina di utenti minori (pedoni, ciclisti, carri a trazione animale) e dall'insufficiente azione educativa dei vigili urbani.
Per quanto riguarda la posa della segnaletica di limite di velocità (diversi da quello previsto il linea generale nei centri abitati) viene stabilito che essa debba essere presente su entrambi i lati della strada e debba essere ripetuta lungo percorso ogni 200-300 m (oltre che dopo ogni intersezione).

### Circolare n. 13450 del 1964
La circolare n. 13450 del 1964 ritorna sul problema della segnaletica delle strade e delle corsie riservate alla circolazione dei veicoli del trasporto pubblico. Nella circolare viene ribadito come in linea generale sia preferibile destinare intere strade ai mezzi pubblici ma come tale soluzione nella pratica non sia sempre attuabile a causa della conformazione della rete viaria e dell'assenza di percorsi alternativi. Viene fatto notare come tra l'altro il codice della strada preveda la possibilità di riservare corsie a determinate a certe categorie di utenti ma non definisca la segnaletica da utilizzare, non essendo possibile fare uso del solo segnale di divieto di transito (come suggerito nella circolare n. 38400 del 1960) in quanto quest'ultimo estenderebbe la sua validità all'intera strada.
La soluzione proposta dal ministero si basa sull'utilizzo di cartelli stradali a fondo blu di tipo integrato, riportanti al loro interno lo schema di disposizione delle corsie con il segnale "Divieto di transito nei due sensi" e un'iscrizione che indichi l'eccezione al transito per mezzi pubblici e taxi; vengono previste due varianti a seconda che la corsia sia situata a bordo strada o in corrispondenza della mezzeria.
Per evidenziare il carattere di esclusività della corsie viene disposto che esse siano delimitate da una striscia continua bianca di spessore 12 cm affiancata, all'interno della corsia stessa, da una striscia continua gialle di spessore maggiorato a 30 cm; in aggiunta a ciò la destinazione della corsia sarà ulteriormente evidenziata dalle scritte di colore giallo "BUS" e "TAXI" dipinte all'interno della stessa.

Segnale integrato per corsia riservata agli autobus in servizio pubblico e ai taxi disposta lateralmente.
Segnale integrato per corsie riservate agli autobus in servizio pubblico e ai taxi disposte a cavallo della mezzeria.
Esempio di segni sulla carreggiata in una strada a senso unico di circolazione
Esempio di segni sulla carreggiata in una strada a doppio senso di circolazione

### Circolare n. 13460 del 1964
La circolare n. 13460 del 1964 si focalizza sul tema del tracciamento dei segni sulla carreggiata nelle strade a due corsie e a doppio senso di circolazione. In via preliminare viene osservato come di tale segnaletica sia spesso mancante anche su strade di grande traffico, quando invece si tratterebbe di un accorgimento molto utile per la sicurezza del traffico, specialmente di notte e in condizioni meteorologiche avverse. Viene anche notato che, nei pochi casi in cui è utilizzata (generalmente limitati ai punti singolari della strada), la segnaletica orizzontale si caratterizza per l'abuso della linea continua, spesso tracciata anche in zone dove la visibilità è buona e comunque generalmente non affiancata da quella discontinua in uscita dai punti a sorpasso impedito.
Per cercare di uniformare le pratiche segnaletiche dei vari enti stradali nella circolare vengono espositi i principali errori commessi nel tracciamento delle strisce e alcune direttive unificatrici relative alle caratteristiche della segnaletica orizzontale (spessore delle linee, spaziatura degli intervalli, ...) e a particolari usi della stessa (utilizzo della linea tratteggiata ad intervallo interrotto agli sbocchi dei passi carrabili, utilizzo della linea discontinua di mezzeria in caso di susseguirsi di curve a bassa visibilità, tracciatura della linea di margine gialla in corrispondenza degli incroci complessi, ...); inoltre vengono proposti degli schemi di tracciatura della linea di mezzeria in corrispondenza di curve e dossi, in funzione della velocità predominante del traffico e della distanza di visibilità.
Si noti come in tali schemi vengano mostrati dei tratti di linea di mezzeria costituiti da una striscia centrale discontinua affiancata da strisce continue lungo ciascun lato, senza che venga spiegato esplicitamente il significato di tale segnaletica.

Schema di tracciamento della mezzeria lungo curve ad ampio raggio
Schema di tracciamento della mezzeria lungo curve dossi poco accentuati
Schema di tracciamento della mezzeria lungo curve a stretto raggio
Schema di tracciamento della mezzeria lungo curve dossi molto accentuati

### Circolare n. 6670 del 1965
La circolare n. 6670 del 1965 introduce la segnaletica stradale militare. La segnaletica introdotta, basata sulle disposizioni del Testo Unico e su accordi internazionali concordati tra i membri della NATO, si suddivide in tre categorie: segnali di classe dei ponti, segnali di pericolo, di prescrizioni e di indicazioni normali e segnali campali temporanei di esclusivo interesse militare.

#### Segnali di classe dei ponti
I segnali di classe dei ponti sono dei segnali circolari che indicano la portata di ponti e strutture militari; l'indicazione della portata è effettuata mediante un numero convenzionale che identifica le dimensioni del veicolo. La presenza di una o due frecce indica che il segnale si riferisce al transito di uno o due file di veicoli mentre la presenza di un simbolo di un autocarro o di un carro armato indica che la classe di ponte si riferisce solamente ad una specifica tipologia di veicolo.

Classe di ponte ad una via
Classe di ponte ad una via per ruotati e cingolati
Classe di ponte a due vie
Classe di ponte a due vie per mezzi ruotati
Classe di ponte a due vie per mezzi cingolati

#### Segnali di pericolo, prescrizione e indicazioni normali
I segnali appartenenti a tale categoria sono simili a quelli previsti dal codice della strada e devono pertanto essere rispettati anche dagli utenti civili. L'unica differenza rispetto ai normali segnali civili è il fatto che i segnali di pericolo sono inseriti in un pannello quadrato a fondo giallo e che quelli di prescrizione sono inseriti in un pannello quadrato a sfondo nero mentre per quelli di indicazione si utilizzano i medesimi segnali previsti dal codice della strada.

Curva a destra
Curva a sinistra
Incrocio (dare la precedenza a destra)
Strettoia
Lavori in corso
Dare precedenza
Doppio senso di circolazione
Pericolo generico

Divieto di svolta a destra
Divieto di svolta a sinistra
Circolazione vietata
Circolazione riservata ai militari
Divieto di accesso
Limitazione di velocità
Fine della limitazione di velocità
Fermarsi e dare precedenza

Parcheggio
Senso unico
Senso unico
Freccia indicativa di destinazione

#### Segnali campali temporanei di esclusivo interesse militari
I segnali appartenenti a tale categoria sono segnali destinati esclusivamente alle attenzioni dei militari (con l'eccezione di alcuni segnali con scritte esplicative utili ai civili in situazioni di emergenza) e sono installati temporaneamente in caso di esercitazioni o necessità.

Zona minata
Zona atomizzata
Zona gassata
Zona non utilizzabile
Arrestarsi e dare precedenza
Tabella rettangolare per l'indicazione di restringimenti o altre limitazione tecniche su opere d'arte
Tabella rettangolare per l'indicazione di restringimenti o altre limitazione tecniche su opere d'arte
Preavviso di black-out
Preavviso di black-out
Punto di inizio del black-out
Traffico ascendente avanti dritto
Traffico ascendente avanti dritto (segnale provvisorio)
Traffico ascendente girare a destra
Traffico ascendente girare a destra (segnale provvisorio)
Traffico discendente avanti dritto
Traffico discendente avanti dritto (segnale provvisorio)
Traffico discendente girare a destra
Traffico discendente girare a destra (segnale provvisorio)
Traffico laterale girare a destra
Traffico laterale girare a destra (segnale provvisorio)
Direzione del traffico ascendente deviazione a destra
Direzione del traffico ascendente deviazione a destra
Direzione del traffico discendente deviazione a destra
Direzione del traffico discendente deviazione a destra
Disco direzione semplice
Itinerario sgombero feriti
Itinerario adducente ad una installazione militare

### Circolare n. 8750 del 1965
La breve circolare n. 8750 del 1965 tratta la tematica della segnaletica a pezzo unico ossia dei segnali costituiti da un'unica superficie rifrangente serigrafata. Il ministero nota come tale tecnica sia effettivamente diversa dalle disposizioni costruttive introdotte nel capitolato speciale sul segnalamento stradale del 1960, nel quale la tecnica di riflettorizzazione dei segnali si basava sull'apposizione di fasce di materiale rifrangente sulle zone di colore d'interesse; tuttavia tale mancanza è data dal fatto che la tecnica del segnale a pezzo unico sia stata inventata solamente successivamente alla pubblicazione del capitolato. Il ministero nota come il nuovo principio costruttivo sia estremamente valido perché, oltre ai risparmi di tempo e manodopera, permette di ottenere cartelli più resistenti alle intemperie e più aderenti graficamente alle prescrizioni regolamentari; viene pertanto anticipato che nella nuova edizione del capitolato si terrà conto di questo aggiornamento delle tecniche costruttive.

### Circolare n. 9990 del 1965
La circolare n. 9990 del 1965 affronta il tema dei segnali stradali luminosi, ossia di quei segnali stradali verticali illuminati per illuminazione interna o per mezzo di una sorgente luminosa dedicata in maniera da essere più visibili.
La circolare si sofferma su alcune direttive tecniche relativa alla costruzione di tale segnali (luminosità, dimensioni, caratteristiche del cassonetto, ...) e ne suggerisce l'impiego quando la normale visibilità dei segnali rischierebbe di essere compromessa a causa di smog, nebbia, eccesso di insegne luminose, insufficiente illuminazione pubblica o posizionamento in controluce rispetto ai fanali dell'illuminazione. Il testo della circolare è corredato da numerose foto di esempi di impianti effettivamente posti in opera.

### Circolare n. 10211 del 1965
La circolare n. 10211 del 01/10/1965 introduce un design standardizzato per i segnali indicanti i passi carrabili consistente in un pannello rettangolare bianco riportante il segnale di divieto di sosta e l'iscrizione "Passo carrabile" da apporre su porte e cancelli.

Passo carrabile

### Circolare n. 7000 del 1966
La circolare n. 7000 del 1966 analizza le modalità di impiego dei segnali negativi della precedenza, ossia il "Dare precedenza" e "Arresto all'incrocio". La circolare precisa alcune tecniche di impianto relative a questi due segnali (dimensioni, ripetizione sul lato sinistro in caso di strade a più corsie, ...) ed inoltre ribadisce la necessità di non abusare del segnale di "Arresto all'incrocio", riservandolo alle sole intersezioni di particolare pericolosità e con mancanza reciproca di visibilità. Viene anche consigliato di non fare uso del segnale di "Incrocio" come preavviso del segnale di "Dare precedenza", possibilità ammessa dall'articolo 50 del regolamento ma di fatto in contrasto con il significato dei segnali. Infine viene disposto che i pannelli dei preavvisi dei due segnali negativi della precedenza vengano posti al di sopra del segnale (e non al di sotto come previsto dal regolamento); nel caso di preavviso del segnale di "Arresto all'incrocio" viene stabilito che il pannello riporti anche la parola "STOP", in maniera da indicare con più precisione il segnale che si incontrerà.

Ricostruzione del nuovo preavviso di dare precedenza
Ricostruzione del nuovo preavviso di arresto all'incrocio

### Circolare n. 12550 del 1966
La circolare n. 12500 del 1966 "Criteri di sicurezza per la circolazione invernale" fornisce dei suggerimenti per una circolazione stradale sicura durante la cattiva stagione. La circolare è rivolta sia agli utenti della strada (ai quali fornisce essenzialmente dei suggerimenti di guida sicura) sia agli enti gestori delle strade. Per quanto riguarda le disposizioni riguardanti la segnaletica stradale il ministero dei lavori pubblici raccomanda:
- l'imposizione di limiti di velocità temporanei mediante gli appositi segnali nei tronchi stradali maggiormente pericolosi. Viene anche specificato che i segnali di limiti di velocità posti in opera debbano essere ripetuti a distanze comprese tra i 500 e i 1000 m e ripetuti anche sulla sinistra lungo le strade interessate da un significativo transito di mezzi industriali o autobus; la fine di tali limiti va segnalata con le segnalazioni di fine limitazione di velocità (in caso non siano in vigore nuove prescrizioni) o solo con un nuovo segnale di limite di velocità (in caso di presenza di una nuova limitazione)
- la cura particolare della consistenza dei segnali "Discesa pericolosa", "Strada sdrucciolevole", "Transito con catene o pneumatici da neve" e dei delineatori di curva
- la cura particolare della segnaletica orizzontale nelle zone nebbiose
- l'utilizzo di speciali segnali di indicazione in caso di chiusura strade, riportanti il punto (o la progressiva) dell'interruzione, la località di transito sita sulla deviazione e la probabile durata dell'interruzione

### Circolare n. 6490 del 1967
La circolare n. 6490 del 1967 tratta il problema della circolazione nelle aree urbane congestionate dei veicoli al servizio delle poste. Tra le misure di facilitazione introdotte per agevolare il servizio postale vi è la possibilità di riservare stalli di sosta riservati in corrispondenza di uffici postali di grande importanza e centri di raccolta e smistamento della posta. La circolare dispone che tali stalli siano delimitati da strisce di colore giallo (eventualmente accompagnate dal simbolo delle poste riprodotto sulla superficie stradale) e da un segnale verticale composto da un segnale di divieto di sosta posto su sfondo bianco e riportante l'emblema delle poste.

Segnale stradale da impiegare per vietare la sosta a tutti i veicoli consentendola però a quelli in servizio postale muniti dello speciale contrassegno « PT »

### L'introduzione della segnaletica autostradale

Versione iniziale del segnale di inizio autostrada adottato dal comitato per la segnaletica e la toponomastica dell'AISCAT nel 1967; in seguito il segnale verrà leggermente modificato e il colore dello sfondo verrà cambiato in verde con scritte bianche per tutti i pannelli

Con la costruzione delle prime autostrade moderne in Italia ci si pose il problema di come implementare il segnalamento di tali infrastrutture.
Sotto questo punto di vista il codice della strada non differenziava tra viabilità normale e autostradale e pertanto all'inizio venne utilizzata la medesima segnaletica prevista per il resto della viabilità, con più lievi variazioni per quanto riguarda la grafica dei segnali a portale e l'introduzione di pannelli per la segnalazione delle uscite.
Tuttavia ben presto le società autostradali, di concerto con il ministero dei lavori pubblici, iniziarono delle sperimentazioni atte ad innovare e migliorare la segnaletica e la viabilità autostradale.
In particolare nel marzo del 1961, su iniziativa della società Autostrade, venne costituito il comitato per la segnaletica e la toponomastica: tale gruppo di lavoro, composto da personale della società Autostrade, dei ministeri dei lavori pubblici, dei trasporti, del turismo, dell'ANAS, dell'ACI, del TCI e di altri enti e associazioni operanti nel campo stradale, avevano il compito di elaborare la toponomastica, la numerazione e il segnalamento delle autostrade.
Risulta particolarmente significativa una sperimentazione iniziata nel 1962 dalla società Autostrade, in accordo con il ministero dei lavori pubblici, che affronta il problema della differenziazione della viabilità autostradale da quella ordinaria e dell'avvio dell'utenza ai caselli.
Il sistema introdotto si basa sull'utilizzo di tre segnali:
- un segnale di preavviso da porre a sé stante prima di un bivio indicante la direzione da prendere per raggiungere una specifica autostrada
- un segnale di direzione posto in corrispondenza del bivio
- un segnale di conferma posto dopo l'intersezione

La novità di tale segnaletica risiede nel fatto che viene introdotto per la prima volta il colore di fondo verde, colore praticamente inutilizzato nel resto dei segnali stradali e giudicato distinguibile dal blu utilizzato per i restanti cartelli di indicazione. Si noti come il cambio di colore riguardò solamente alla segnaletica per avviare all'autostrada dalla viabilità esterna e non i segnali all'interno dell'autostrada (che mantengono lo sfondo blu).
Inoltre viene introdotta per la prima volta la numerazione delle autostrade (un simbolo ottagonale con sigla alfanumerica), in modo da facilitare all'utenza l'individuazione di uno specifico itinerario.

Segnale di preavviso (una direzione)
Segnale di preavviso (una direzione)
Segnale di preavviso (due direzioni)
Freccia indicatrice di direzione
Variante di freccia indicatrice di direzione con indicazione esplicita autostrada
Segnale di conferma di itinerario

La sperimentazione introdotta nel 1962, per quanto molto importante e chiaramente percepibile anche all'utenza stradale, non fu l'unica. Il comitato per la segnaletica e la toponomastica propose numerose segnaletiche di dettaglio come quelle per le aree di servizio, quelle per i messaggi utili all'utenza accoppiati ai segnali di progressiva chilometrica, quello per le colonnine SOS, quelle per la segnalazione di vento forte oltre che per numerose altre situazioni. Degna di nota, anche se non strettamente legate alla viabilità autostradale in stretto senso, è anche l'introduzione di una prima versione del segnale di distanziamento minimo obbligatorio, avvenuta per regolare la circolazione nel traforo del Monte Bianco.
Al fine di uniformare le prassi in maniera segnaletica nel 1967 l'AISCAT sviluppò una nuova normazione che venne sottoposta all'approvazione del ministero dei lavori pubblici. A partire da essa il ministero sviluppò una circolare, la n. 2810 del 20 aprile del 1968; tuttavia per motivazioni non note la tale normativa non venne mai pubblicata ufficialmente.
Per arrivare ad una normazione completa del segnalamento delle autostrade bisognerà attendere l'anno successivo, quando fu emanata ufficialmente la circolare n. 9540, che affrontava in toto la questione, riproducendo sostanzialmente inalterato il contenuto delle circolari dell'anno precedente.